# サバイバル・オブ・ザ・デッド
『サバイバル・オブ・ザ・デッド』（原題: Survival of the Dead）は、2009年のアメリカ映画。

## 概要
ゾンビ映画の巨匠、ジョージ・A・ロメロ監督によるゾンビ映画『ダイアリー・オブ・ザ・デッド』の続編。日本では、2010年6月12日からシネマサンシャイン池袋、TOHOシネマズ六本木ヒルズ他で全国ロードショーされた。
過去にロメロが制作したゾンビ映画では「ゾンビに噛まれた生者もゾンビになる」という設定だったが、本作ではそれに加えて「ゾンビを噛んだ生者もゾンビになる」という描写が見られる。

## あらすじ
世界で死者がよみがえるようになって6日後。デラウェア州沖、大西洋に浮かぶプラム島では、死者は眠らせるべきと考えるオフリン一族と、死者は生かしておくべきと考えるマルドゥーン一族が対立していたが、数で勝るマルドゥーン側が相手側リーダーのパトリック・オフリンら数名を島外へ追放した。
それから3週間後のペンシルベニア州フィラデルフィア。軍から脱走した元州兵のブルーベイカーたちは、とある集団を襲った際、生き残った少年から「安全な島」の情報を知らされる。インターネットの動画サイトで「安全な島=プラム島」を謳っていたのは、その島を追放されたパトリックだった。経緯を知らず半信半疑でプラム島へ向かったサージたちがそこで見たものは、鎖につながれて生前の行動をなぞるように繰り返すゾンビたちだった。

## 登場人物
ブルーベイカー
演：アラン・ヴァン・スプラング / 日本語吹替：佐藤晴男
元ペンシルベニア州の州兵である強盗団のリーダー。白人男性。階級は二等軍曹であり、仲間からは「サージェント（＝軍曹）」の略である「サージ」と呼ばれている。前作『ダイアリー・オブ・ザ・デッド』に登場した「カーネル(大佐)」や『ランド・オブ・ザ・デッド』に登場した「ブルーベイカー」と同一人物だが、各映画の権利元が違う事情により本作中では本名や「大佐」とは一度も呼ばれない。DVDやBlu-rayに収録されている音声解説によると、脚本上ではヘビースモーカーであることと英雄デイビー・クロケットに因み、「ニコチン・クロケット」という渾名をつけられていた。出身はアラバマ州の田舎町とのこと。
パトリック・オフリン
演：ケネス・ウェルシュ / 日本語吹替：中博史
プラム島へ古くから移民した一族の片方、オフリン家のリーダー。「死者は眠らせるべき」との考えを持つ。
ジャネット・オフリン、ジェーン・オフリン
演：キャスリーン・マンロー（二役） / 日本語吹替：浅野まゆみ（二役）
パトリックの双子の娘。ジェーンは馬を乗り回すゾンビとして登場。
シェイマス・マルドゥーン
演：リチャード・フィッツパトリック / 日本語吹替：石住昭彦
プラム島へ古くから移民した一族の片方、マルドゥーン家のリーダー。「死者は生かしておくべき」との考えを持つ。
少年
演：デヴォン・ボスティック / 日本語吹替：佐藤拓也
ブルーベイカーたちが襲撃した一団と行動を共にしていたらしいが、本名など詳細は不明。作中では一貫して「ガキ」呼ばわりされている。平素は明るいが、どこか計算高い。
チャック
演：ジョリス・ジャースキー
マルドゥーン家の牧童頭。シェイマスに弱みを握られているらしく、頭が上がらない。生前のジェーンに好意を抱いていた。
トムボーイ
演：アシーナ・カーカニス / 日本語吹替：小橋知子
ブルーベイカーの仲間でレズビアンであるアフリカ系アメリカ人。本名不明で呼び名の意味は「お転婆」。フランシスコの口説きを軽くあしらう。
フランシスコ
演：ステファノ・ディ・マテオ
ブルーベイカーの仲間。通称「シスコ」。トムボーイをいつも口説いている。水中で掴みかかってきたゾンビの指を噛み切って逃れるが、それが原因で後にゾンビ化する。
ケニー
演：エリック・ウルフ
ブルーベイカーの仲間にして親友。ノートパソコンを持ち歩いている。

## スタッフ
- 監督、脚本：ジョージ・A・ロメロ
- プロデューサー：ポーラ・デヴォンシャー
- 製作：ジョージ・A・ロメロ、ピーター・グルンウォルド、アート・シュピーゲル、アラ・カッツ、ダン・ファイヤーマン、パトリス・セロウス、D・J・カーソン、マイケル・ドハーティ
- 撮影：アダム・スウィカ、CSC
- 美術：アーヴ・グレイウォル
- 編集：マイケル・ドハーティ
- 衣装：アレックス・カヴァノー
- 音楽：ロバート・カールリ
- 特殊メイク：フランソワ・ダジュネ
- 特殊メイクコンサルタント：グレッグ・ニコテロ
- 特殊効果スーパーバイザー：コリン・ディヴィス
- キャスティング：ジョーン・ブッチャン、ジェーソン・ナイト、CSA